# Cmentarz żydowski w Krasnopolu
Cmentarz żydowski w Krasnopolu – uległ całkowitemu zniszczeniu. Obecnie nie ma na nim żadnych nagrobków. Znajduje się przy obecnej ulicy Mickiewicza.